# Sofía Rojas
Sofía Rojas (ur. 13 sierpnia 1907 w Suaita, w departamencie Santander w Kolumbii zm. 30 lipca 2022 tamże) – kolumbijska superstulatka i zarazem najstarsza osoba w historii Kolumbii, której wiek został udokumentowany i pomyślnie zweryfikowany przez Supercentenarios.net oraz przez Gerontology Research Group Gerontology Research Group.

## Życiorys
Sofía Rojas urodziła się w małej wiosce w Suaita, w departamencie Santander, w Kolumbii 13 sierpnia 1907 roku. W 1957 roku przeniosła się do Bucaramanga w Santander. Miała czworo dzieci. Przez całe życie pracowała jako sprzedawca napojów Guarapo (miodu palmowego). Sofía Rojas była wyznania katolickiego i była osobą bardzo religijną, a w szczególności swoje intencje zawierzała Matce Bożej z Candelarii. Jej rodzina i sąsiedzi nazywali ją „la paloma” (po hiszpańsku „gołąb”). W sierpniu 2017 roku obchodziła swoje 110 urodziny i tym samym uzyskała miano superstulatki. Stała się najstarszą żyjącą osobą w Kolumbii, po śmierci Juany Aritamy de Fuentes, 21 maja 2021 roku. 12 października 2021 w wieku 114 lat, 60 dni, przekroczyła wiek Carmen Emilii Jaramillo (1906–2020), zostając rekordzistką Kolumbii w długowieczności. Jej wiek został zweryfikowany przez Santiago Garcia i Stefana Maglova. W tym czasie miała troje żyjących dzieci, 18 wnuków, 24 prawnuków i 16 praprawnuków.
W czasie swoich 114 urodzin, Sofía Rojas mieszkała w Bucaramanga w Santander w Kolumbii. Jej najmłodsza siostra, Brygida, żyła jeszcze w wieku 97 lat i mieszkała w Suaita, rodzinnym mieście starszej siostry. Zmarła 30 lipca 2022 roku w Bucaramanga w wieku 114 lat i 351 dni.